# Гудин, Василий Николаевич
Васи́лий Никола́евич Гу́дин (род. 26 сентября 1977, Москва) — российский тренер по кёрлингу, главный тренер мужской сборной России по кёрлингу на зимних Олимпийских играх 2014 года и смешанной парной сборной России на зимних Олимпийских играх 2018 года.

## Биография
Тренер высшей категории. Работает тренером по кёрлингу в СДЮСШОР «Москвич» в Юго-Восточном округе Москвы.
Выступает в качестве тренера мужской сборной России по кёрлингу с чемпионата мира среди юниоров 2010 года и чемпионата Европы 2012 года.

## Результаты как тренера национальных сборных
| Год  | Турнир                                                             | Сборная                                              | Место |
| ---- | ------------------------------------------------------------------ | ---------------------------------------------------- | ----- |
| 2010 | Чемпионат мира по кёрлингу среди юниоров 2010                      | Россия (юниоры муж.)                                 | 10    |
| 2012 | Чемпионат Европы по кёрлингу 2012                                  | Россия (мужчины)                                     | 1     |
| 2013 | Чемпионат мира по кёрлингу среди юниоров 2013                      | Россия (юниоры муж.)                                 | 2     |
| 2014 | Чемпионат мира по кёрлингу среди юниоров 2014                      | Россия (юниоры муж.)                                 | 7     |
| 2016 | Чемпионат мира по кёрлингу среди смешанных команд 2016             | Россия (смеш. команда)                               | 1     |
| 2017 | Чемпионат мира по кёрлингу среди смешанных пар 2017                | Россия (смеш. пара)                                  | 9     |
| 2018 | Зимние Олимпийские игры 2018                                       | ОСР · Анастасия Брызгалова · Александр Крушельницкий | DSQ   |
| 2018 | Чемпионат мира по кёрлингу среди смешанных пар 2018                | Россия (смеш. пара)                                  | 2     |
| 2018 | Кубок мира по кёрлингу 2018/2019 (1 этап)                          | Россия (смеш. пара)                                  | 5     |
| 2018 | Чемпионат мира по кёрлингу среди смешанных команд 2018             | Россия (смеш. команда)                               | 3     |
| 2019 | Кубок мира по кёрлингу 2018/2019 (2 этап)                          | Россия (смеш. пара)                                  | 7     |
| 2019 | Кубок мира по кёрлингу 2018/2019 (3 этап)                          | Россия (смеш. пара)                                  | 6     |
| 2019 | Чемпионат мира по кёрлингу среди смешанных пар 2019                | Россия (смеш. пара)                                  | 5     |
| 2019 | Кубок мира по кёрлингу 2018/2019 (финал)                           | Россия (смеш. пара)                                  | 8     |
| 2019 | Чемпионат мира по кёрлингу среди смешанных команд 2019             | Россия (смеш. команда)                               | 9     |
| 2021 | Чемпионат мира по кёрлингу среди смешанных пар 2021                | Россия (смеш. пара)                                  | 11    |
| 2021 | Кёрлинг на зимних Олимпийских играх 2022 (квалификационный турнир) | Россия (смеш. пара)                                  | 3     |